# 251 (nombre)
Cet article concerne le nombre 251. Pour l'année, voir 251.
251 (deux cent cinquante-et-un) est l'entier naturel qui suit 250 et qui précède 252.

## En mathématiques
deux cent cinquante-et-un est :
- un nombre premier de Sophie Germain,
- la somme de trois nombres premiers consécutifs (79 + 83 + 89),
- la somme de sept nombres premiers consécutifs (23 + 29 + 31 + 37 + 41 + 43 + 47),
- un nombre premier de Chen,
- un nombre premier sexy (couple 251/257),
- un entier de Gauss,
- un nombre premier d'Eisenstein sans partie imaginaire
- le plus petit nombre somme de trois cubes d'entiers strictement positifs de deux façons.

## Dans d'autres domaines
deux cent cinquante-et-un est aussi :
- Un code d'état SMTP pour usager non local, le courrier sera transmis.
- Années historiques : -251, 251.